# Anastasija Gieorgijewska
Anastasija Pawłowna Gieorgijewska (ros. Анастаси́я Па́вловна Георгие́вская, ur. 7 listopada 1914, zm. 1990) – radziecka aktorka filmowa, teatralna i głosowa. Laureatka Nagrody Stalinowskiej. Ludowy Artysta ZSRR.
Pochowana na Cmentarzu Kuncewskim w Moskwie.

## Wybrana filmografia

### Role filmowe
- 1961: A jeśli to miłość? jako  Maria Pawłowna

### Role głosowe
- 1967: Hej-hop! Hej-hop! jako Zajączka

## Nagrody i odznaczenia
- Nagroda Stalinowska
- Ludowy Artysta RFSRR
- Ludowy Artysta ZSRR